# خاوی ناوارو (بازیکن فوتبال، زاده ۱۹۹۷)
خاوی ناوارو (انگلیسی: Javi Navarro؛ زادهٔ ۱ ژانویهٔ ۱۹۹۷) بازیکن فوتبال اهل اسپانیا است.
از باشگاه‌هایی که در آن بازی کرده‌است می‌توان به باشگاه فوتبال کادیس اشاره کرد.